# ジュスク
ジュスク（モンゴル語: ǰüsüg,中国語: 種索、生没年不詳）とは、モンゴル帝国に仕えたジャジラト部出身の左翼千人隊長。兄のクシャウルとともに諸族混成の3千人隊を率いていた。
『元史』などの漢文史料では種索(zhŏngsuŏ)など。

## 概要
『元朝秘史』によると、ジュスクはチンギス・カンがジャムカと決別した頃にチンギス・カンの下に帰参したという。1206年に帝国の幹部層たる千人隊長（ミンガン）に任ぜられたが、『元朝秘史』ではテムゲ・オッチギンの王傅とされたと記される一方、『集史』では中軍左翼に所属していたと記されており、両者の記述には矛盾がある。なお、『集史』では「クシャウルとジュスクの兄弟」として名前が挙げられているが、村上正二は「クシャウル」は「一対にする」を意味するテュルク語動詞qošmaqから派生した称号であり、実在しない人物であるとしている
チンギス・カンによる金朝遠征が始まるとこれに従軍し、チンギス・カンの帰還後もムカリに従って金朝領に駐屯し続けた。『集史』にはこの頃のジュスクらに関して、「[クシャウルとジュスクの兄弟は]ヒタイ（契丹）とジュルチャ（女真）の地方を征服する時、鎮護素・カンは、彼等二人が俊足の偵察兵として優れていたことにより、モンゴル人全員から10人ごとに2人を出させて、その内の3千人を彼等に与え、その辺境を彼等に委ねて、その勢力の範囲で守備させた」とある。「モンゴル兵と現地徴発兵の混成軍」「モンゴル本土に帰還せず、占領地に駐屯する」というのは第2代皇帝オゴデイによって始められたタンマチ（タマ軍）と共通する性格であり、クシャウル・ジュスクの3千人隊が後のタンマチの原型となったと考えられている。